# Nomad Global
A Nomad Global, ou somente Nomad, é uma fintech brasileira no segmento de serviços financeiros. Fundada em 2019 e lançada oficialmente em 2020 por Patrick Sigrist, um dos fundadores da plataforma de entregas iFood e Eduardo Haber com objetivo de oferecer acesso a serviços financeiros no exterior para brasileiros.
A empresa oferece conta-corrente em dólar para brasileiros que desejam acesso ao mercado americano. Além disso, a instituição oferece cartão de débito virtual e físico em moeda americana, que pode ser utilizado em mais de 180 países ao redor do mundo.
O banco atua com o dólar comercial para não-residentes, possibilitando a oferta de produtos financeiros para seus clientes, além da possibilidade de realizar investimentos no exterior através de ações, ETFs (fundos de índices) e Renda Fixa, este último investindo diretamente em Títulos do Tesouro americano.

## História
A Nomad foi fundada oficialmente em 2019 por Patrick Sigrist, cocriador do iFood, e Eduardo Haber. A fintech começou a operar de fato no fim de 2020, durante pandemia de coronavírus.
Em maio de 2022, a Nomad recebeu um aporte de US$ 32 milhões, o equivalente a mais de R$ 100 milhões na época, liderado pelos fundos de capital de risco monashees, Spark Capital, Propel, Globo Ventures e Abstracte.
No início de 2023, a Nomad inaugurou um lounge no Aeroporto de Guarulhos, facilitando o embarque de seus clientes, oferecendo um espaço de descanso durante a espera.

## Aquisições
Em 2022, a Nomad adquiriu 100% do controle da fintech Husky, expandindo seus serviços financeiros. Fundada em 2016, a Husky é uma que proporciona uma plataforma para recebimento de valores do exterior.
O valor da transação não foi divulgado, mas foi pago parte em dinheiro à vista e parte em ações da Nomad aos sócios da Husky.

## Sala VIP
Em 2023, a Nomad inaugurou o Nomad Lounge, uma Sala VIP no Aeroporto Internacional de Guarulhos, em São Paulo. O lounge, situado no Terminal 3 está aberto para visitação de clientes. A sala VIP tem capacidade para 120 pessoas e oferece um ambiente de trabalho com poltronas, mesas e estações de carregamento de dispositivos. O lounge possui um cardápio de bebida, comidas quentes e frias e estação para doces e milkshakes.
A operação da Sala VIP é gerida pelo Plaza Premium Group, empresa multinacional que administra 250 lounges ao redor do mundo.